# Флаг Адыгеи
Фла́г Адыге́и, или Ады́гский (Черке́сский) фла́г (адыг. Адыгэ Нып) — один из официальных государственных символов Республики Адыгея Российской Федерации, наряду с гербом. Исторически является национальным символом и флагом адыгов (черкесов).
Утверждён 25 марта 1992 года законом Республики Адыгея № 2 «О Государственном флаге Республики Адыгея».
Законом Республики Адыгея от 1 августа 2013 года № 231 «О внесении изменения в статью 3 Закона Республики Адыгея „О праздничных днях и памятных датах“» дата 25 апреля установлена памятным днём — Днём Государственного флага Республики Адыгея.
Ежегодно 25 апреля адыги по всему миру отмечают — День адыгского (черкесского) флага. В этот день, в республиках Адыгея, Кабардино-Балкария, Карачаево-Черкесия, в Краснодарском крае, а также в других регионах и странах с компактным адыгским населением проводятся различные мероприятия, посвящённые одному из национальных символов адыгов.

## Символизм и значение

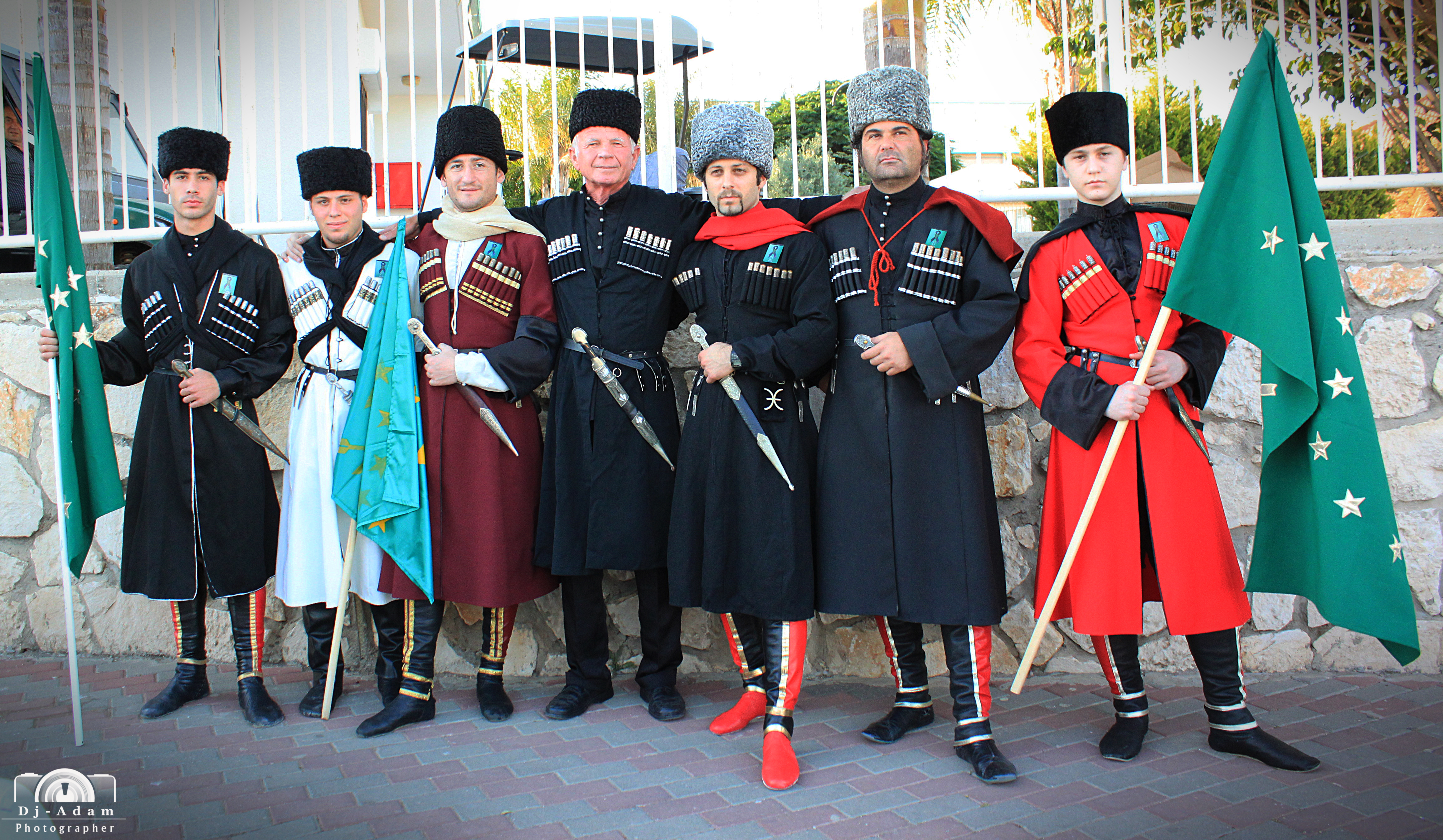
Черкесы из Кфар-Камы с черкесским флагом. Израиль (2011)

Флаг состоит из зелёного поля заряженного двенадцатью золотыми звёздами, девять из которых образуют дугу, напоминающую лук, и три горизонтальные, также заряженные тремя скрещенными стрелами в центре.
Зелёный цвет символизирует жизнь, природу и религию ислам. Золотой цвет олицетворяет светлое мирное будущее и обильный урожай зерна и пшеницы. Двенадцать звёзд, представляют собой двенадцать исторических провинций Черкесии.. Три стрелы символизируют их единство и боевой дух.

## История

### Создание флага

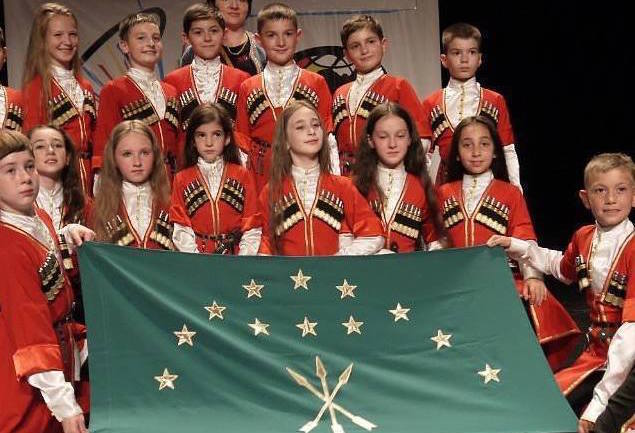
Черкесские дети с черкесским флагом (2014)

В 1763 году началось строительство военной крепости Моздок, положившая начало войны черкесов против российского вторжения в Черкесию, в последующем вылившаяся в Кавказскую войну. 14 сентября 1829 года между Российской и Османской империями был подписан Адрианопольский мирный договор, по которому Османская империя признавала Черкесию зоной влияния Российской империи. Однако, большинство черкесских лидеров считали договор мистификацией, так как в единоверной Османской империи видели союзника против российского вторжения. Поэтому было решено отправить к османскому султану черкесскую делегацию для обсуждения вопроса
Одним из членов делегации был черкесский дипломат — Сефербий Занеко, который в период нахождения в Стамбуле, был ранен во время демонстрации против русского империализма и госпитализирован. Когда его посещал черкес Мухаммад Селхур, Занеко представил сложенный лист бумаги и пояснил, что это прототип флага черкесского сопротивления, и что во время своей долгой госпитализации, он много думал о символе черкесского единства. Он объяснил, что черпал вдохновение из исторических черкесских символов и что каждая из двенадцати звёзд представляет черкесское племя, и все они одинаково представлены без предрассудков. Что касается скрещенных стрел, то они означают, что черкесы не ищут войны, но будут защищаться и проявлять свой боевой дух. Впоследствии, черкешенка из османского гарема связала флаг и отправила его на Родину.
Дэвид Уркхарт самопровозгласил себя дизайнером флага, но доказательств его утверждений обнаружено не было. Черкесский флаг упоминается и описывается путешественником Эдмундом Спенсером в 1830 году, тогда как Уркхарт прибыл в Черкесию гораздо позже.

### Принятие и использование флага
Первый экземпляр флага был лично доставлен британским делегатом Джеймсом Станиславом Беллом Нур-Мухаммаду Хагуру, в долине Геш (район в современном Большом Сочи). В долине реки Псефабе состоялся совет, на котором собрались представители черкесских субэтносов, на котором был вручён и принят флаг.. Затем флаг поднял Хирцижико Але, под аплодисменты черкесских командиров и множества людей.
В то время, как флаг всегда использовался среди обширной адыгской диаспоры, он терял свою популярность на Кавказе, в результате жёсткой цензуры во времена Российской империи и Советского Союза, пока не был вновь популяризирован Ибрагимом Навурджаном в 1989 году, когда флаг был принят как символ «Нальчикского черкесского объединения».

## Исторические черкесские флаги

### Эволюция флага
| Флаг | Годы использования                    | Использовалось                          | Примечания |
| ---- | ------------------------------------- | --------------------------------------- | --- |
|      | XV век — 1810 год                     | Княжество Кабарда                       | Герб Кабарды. Белый полумесяц представляет религию Ислам. Три звезды представляют вечность, династию и идеалы. Стрелы представляют боевую мощь и оборону. |
|      | XVII век — 1805 год                   | Княжество Кабарда                       | Первая известная версия зелёного знамени, использовавшегося в качестве унитарного флага Восточной Черкесии (Кабарды). Дизайн заимствован из герба. В 1805 году знамя было захвачено русскими войсками под командованием генерала Глазенапа во время сражения возле реки Баксан. |
|      | 1805 — 1822 года                      | Княжество Кабарда                       | Жёлто-белая часть удаляется. Данная версия использовалась последним валием (верховным правителем) Кабарды — Кучуком Джанхотом. |
|      | Начало XIX века — 1830-е года         | Черкесия                                | Первый известный флаг объединённой Черкесии, которую развевали многие черкесские командиры. Восемь чёрных звёзд представляли восемь регионов Черкесии, поддержавших предложение. Золотой цвет сменилось чёрным. Вероятно существовали альтернативные версии с исламскими символами и мечами. |
|      | 1830-е — 21 мая 1864 года             | Черкесия (Черкесский Меджлис)           | Разработанный черкесским дипломатом Сефербием Занеко, он использовался в качестве флага Черкесии с 1830-х годов и был официально принят Черкесским Меджлисом в 1860 году. Зелёное полотно символизировало природу и Ислам. Двенадцать звёзд, представляли двенадцать провинций Черкесии. Для стрел был сохранён чёрный цвет, но звёзды золотые. Скрещенные стрелы предположительно означали объединённую самооборону и боевой дух адыгов. Удалён после падения Черкесии в 1864 году, после битвы при Кбааде . |
|      | 24 марта 1992 года — 7 июня 2007 года | Государственный Совет Республики Адыгея | Первый флаг Республики Адыгея. Дизайн был основан на историческом флаге Черкесии, но цвета и размеры значительно отличались. Флаг военного времени заменяется флагом мирного времени, поэтому чёрный цвет, символизирующий борьбу с русским вторжением, был заменён золотым цветом, а звёзды были подняты выше. Золотой цвет был переназначен для обозначения урожая. |
|      | 7 июня 2007 года — настоящее время    | Государственный Совет Республики Адыгея | Действующий флаг Республики Адыгея, принятый в 2007 году. Размеры ближе к оригинальному черкесскому флагу. |
|      | 1864 год — настоящее время            |                                         | Вариант флага, используемый в черкесской диаспоре, по первоначальным размерам оригинального черкесского флага. |

### Другие флаги, использовавшиеся черкесами
| Флаг | Годы использования                      | Использовалось                     | Примечания |
| ---- | --------------------------------------- | ---------------------------------- | --- |
|      | 1382 — 1517 года                        | Династия Бурджи                    | Флаг черкесских мамлюков в Египте . |
|      | ? — XVI век                             | Зихия                              | Как описано в «Восточном Средиземноморье и Черном море». ХМ 35. Жоао Фрейре, Портолан Атлас. Португалия (?), 1546 г.                                                                     |
|      | 1641 года                               | Коалиция Малой Кабарды             | Коалиционное знамя Шолоха (из рода Тлостановых) и князей Мударовых. Знамя князей Тлостановых и Шолоховых из Малая Кабарды — одной из сторон в битве на реке Малке 12 сентября 1641 года. |
|      | ? — XVIII век                           | Кундетовы                          | Знамя княжеского дома Малой Кабарды Кундетского княжества. |
|      | ? — XVIII век                           | Тамбиевы                           | Знамя дворянского рода Тамбиевых, вассала княжества Мисост. |
|      | ? — XVIII век                           | Кайтукины                          | Знамя кабардинского княжеского рода Кайтукинского княжества. |
|      | ? — XVIII век                           | Бекмирзины                         | Знамя кабардинского княжеского рода Бекмирзинского княжества. |
|      | ? — XVIII век                           | Мисостовы                          | Знамя кабардинского княжеского рода Мисостинского княжества. |
|      | ? — XVIII век                           | Мударовы                           | Знамя княжеского рода Малой Кабарды Мударского княжества. Захвачено русскими войсками в сражении 1816 года.                                                                              |
|      | ? — XVIII век                           | Атажукины                          | Знамя кабардинского княжеского рода Атажукинского княжества. |
|      | ? — XVIII век                           | Тлостановы                         | Знамя княжеского рода Малой Кабарды Тлостанского княжества. |
|      | ? — XVIII век                           | Малая Кабарда                      | Флаг Малой Кабарды с тамгами родов Мударов и Алхоев. |
|      | ? — XVIII век                           | Алхоевы                            | Знамя княжеского рода Малой Кабарды Алхоевского княжества. |
|      | ? — XVIII век                           | Муртазовы                          | Знамя дворянского рода второго ранга Малой Кабарды Муртазовых. |
|      | XVIII век                               | Анзоровы                           | Знамя кабардинского дворянина Мухаммеда-Мирзы Анзорова. |
|      | 1848 — 1859 года                        | Черкесия                           | «Черкесский исламский флаг», описанный Карлом Марксом. Сам флаг зелёный, на нём изображён белый меч с полумесяцем и звездой. Один из флагов времён правления Мухаммеда Амина .           |
|      | 1848 — 1859 года                        | Правительство Мухаммеда Амина      | Один из флагов Абадзехской области, времён правления Мухаммеда Амина. Вариант флага Северо-Кавказского Имамата имама Шамиля .                                                            |
|      | ? — 1864 год                            | Бжедугия                           | Флаг бжедугов. |
|      | ? — 1864 год                            | Шапсугия                           | Флаг шапсугов. |
|      | ? — 1864 год                            | Натухай                            | Флаг натуайцев. Является копией французского флага, с добавленным на нём текстом — «Мухаммад», представляющим пророка Мухаммада. Также есть вариант с белым текстом вместо золотого.     |
|      | 6 марта 1917 года — 30 ноября 1922 года | Конгресс народов Северного Кавказа | Флаг Горской республики Северного Кавказа. Семь звёзд символизируют кавказский народ, а полосы символизируют гармонию.                                                                   |

## Цветовая схема
| Цвет схема        | Зеленый    | Золото    |
| ----------------- | ---------- | --------- |
| RAL               | 6002       | 1026      |
| CMYK              | 61-0-82-39 | 0-0-99-1  |
| Шестнадцатеричный | #296912    | #FDFC02   |
| RGB               | 41-105-18  | 253-252-2 |